# Misia Sert
Misia Sert, pseudonimo di Maria Zofia Olga Zenajda Godebska (San Pietroburgo, 30 marzo 1872 – Parigi, 15 ottobre 1950), è stata una pianista e modella russa naturalizzata francese, nota per il suo salotto artistico parigino e per essere stata la musa ispiratrice di numerosi artisti.

## Biografia

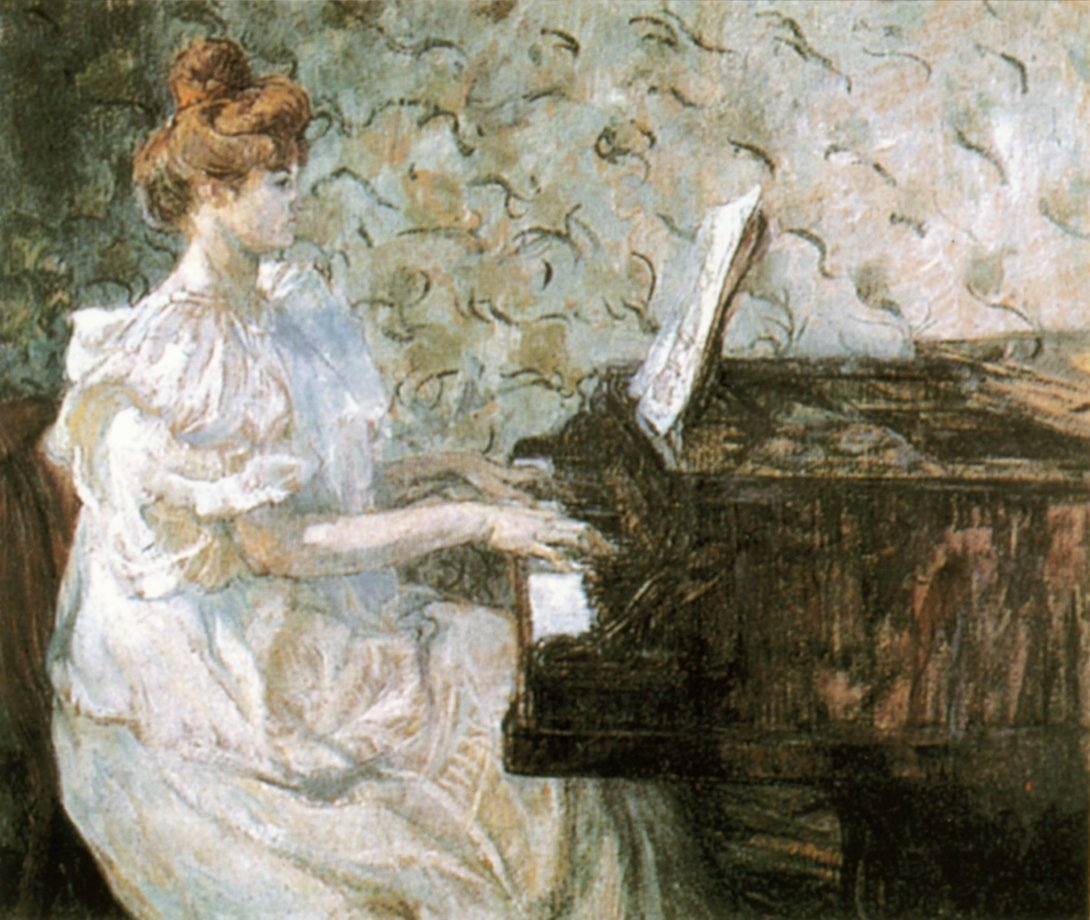
Henri de Toulouse-Lautrec, Misia, 1897.

Suo padre, Cyprian Godebski (1835-1909), fu un noto scultore polacco, professore presso l'Accademia Imperiale delle Arti di San Pietroburgo dal 1870. Sua madre, che morì di parto, fu Zofia Servais, figlia del violoncellista belga Adrien-François Servais. Ben presto emerse il suo talento di pianista dando il primo concerto pubblico, al Théâtre d'Application di Parigi, nel 1892. Si sposò a 21 anni con Tadeusz Natanson, noto come Thadée Natanson, un cugino lontano, politico e giornalista, fondatore della La Revue Blanche.
La coppia si stabilì in rue Saint-Florentin a Parigi. Di questa epoca esiste un ritratto di entrambi, dipinto da Pierre Bonnard, nel Museo Reina Sofía di Madrid; un altro di lei sola, a figura completa, dipinto sempre da Bonnard nel 1908, è al Museo Thyssen-Bornemisza; e un terzo, altezza busto, si trova nella collezione dell'uomo d'affari spagnolo Juan Abelló.
Nel 1905, dopo un divorzio doloroso, Misia si sposò con il magnate della stampa Alfred Edwards; in questo periodo cominciò ad organizzare il suo influente salotto artistico-letterario a Parigi. Tra i suoi ospiti abituali vi furono Stéphane Mallarmé, Maurice Ravel, Claude Debussy, i pittori Pierre-Auguste Renoir, Édouard Vuillard, Félix Vallotton e Bonnard. Misia fu poi confidente di Pablo Picasso e Jean Cocteau, mecenate dei Balletti russi di Sergei Diaghilev e amica intima di Coco Chanel.
Si sposò per la terza volta, nel 1920, con il pittore catalano Josep Maria Sert (1876-1945). Misia fu una bellezza riconosciuta. Dipinta in numerose occasioni, fu una delle modelle di Toulouse-Lautrec per un poster della celebre La Revue Blanche  nel 1895. Tra le opere che la ritraggono, vi è un dipinto di Renoir esposto nella Tate Gallery. Ravel le rese omaggio dedicandole le composizioni Le Cygne (Histoires naturelles) e La Valse. 

## Opere
- Misia Sert, Misia, traduzione di Nancy Marotta, Milano, Adelphi, 1981.